# Liste der Landschaftsschutzgebiete im Landkreis Ebersberg
Im Landkreis Ebersberg gibt es elf Landschaftsschutzgebiete. (Stand: November 2018)

## Liste
- Gebietsname: Amtliche Bezeichnung des Schutzgebietes
- Bild/Commons: Bild und Link zu weiteren Bildern aus dem Schutzgebiet
- LSG-ID: Amtliche Nummer des Schutzgebietes
- WDPA-ID: Link zum Eintrag des Schutzgebietes in der World Database on Protected Areas
- Wikidata: Link zum Wikidata-Eintrag des Schutzgebietes
- Ausweisung: Datum der Ausweisung als Schutzgebiet
- Gemeinde(n): Gemeinden, auf denen sich das Schutzgebiet befindet
- Lage: Geografischer Standort
- Fläche: Gesamtfläche des Schutzgebietes in Hektar
- Flächenanteil: Anteilige Flächen des Schutzgebietes in Landkreisen/Gemeinden, Angabe in % der Gesamtfläche
- Bemerkung: Besonderheiten und Anmerkungen

Bis auf die Spalte Lage sind alle Spalten sortierbar.
| Gebietsname                                                                                           | Bild/Commons   | LSG-ID       | WDPA-ID | Wikidata  | Ausweisung | Gemeinde(n) | Lage     | Fläche ha | Flächenanteil                | Bemerkung         |
| --- | -------------- | ------------ | ------- | --------- | ---------- | ----------- | -------- | --------- | ---------------------------- | ----------------- |
| LSG Dobelgebiet und Atteltal im Gebiet der Stadt Grafing bei München und der Gemeinde Aßling          | weitere Bilder | LSG-00382.01 | 395890  | Q59643524 | 1986       |             | Position | 598,39    | Landkreis Ebersberg (100 %)  |                   |
| LSG Katzenreuther Filze in der Stadt Grafing bei München                                              |                | LSG-00429.01 | 395937  | Q59643437 | 1989       |             | Position | 88,03     | Landkreis Ebersberg (100 %)  |                   |
| LSG Kirchseeoner Moos                                                                                 | weitere Bilder | LSG-00529.01 | 396062  | Q59643514 | 1999       |             | Position | 65,61     | Landkreis Ebersberg (100 %)  |                   |
| LSG Kupferbachtal und Umgebung im Markt Glonn und der Gemeinde Egmating                               | weitere Bilder | LSG-00367.01 | 395876  | Q59643658 | 1985       |             | Position | 315,33    | Landkreis Ebersberg (100 %)  |                   |
| LSG Steinsee, Moosach, Doblbach, Brucker Moos und Umgebung                                            | weitere Bilder | LSG-00406.01 | 395914  | Q59643715 | 1987       |             | Position | 2486,88   | Landkreis Ebersberg (99,9 %) | Steinsee          |
| LSG Toteiskessellandschaft Kastenseeon im Markt Glonn und der Gemeinde Egmating                       | weitere Bilder | LSG-00376.01 | 395885  | Q59643535 | 1985       |             | Position | 575,59    | Landkreis Ebersberg (99,9 %) | Kastenseeoner See |
| Schutz der Weiherkette in der Stadt Ebersberg als LSG                                                 | weitere Bilder | LSG-00515.01 | 396026  | Q59643793 | 1998       |             | Position | 154,18    | Landkreis Ebersberg (100 %)  | Ebrach            |
| Schutz des Ebersberger Forstes im Landkreis Ebersberg als LSG                                         | weitere Bilder | LSG-00354.01 | 395863  | Q59651097 | 1984       |             | Position | 7552,76   | Landkreis Ebersberg (100 %)  |                   |
| Schutz des Egglburger Sees und Umgebung                                                               | weitere Bilder | LSG-00514.01 | 396025  | Q59643781 | 1998       |             | Position | 163,61    | Landkreis Ebersberg (100 %)  |                   |
| Schutz des Endmoränenzuges zwischen der Stadt Ebersberg und dem Markt Kirchseeon als LSG              | weitere Bilder | LSG-00339.01 | 395829  | Q59643629 | 1983       |             | Position | 368,03    | Landkreis Ebersberg (100 %)  |                   |
| Schutz des Kitzelsees und seiner Umgebung in der Gemeinde Moosach und der Marktgemeinde Glonn als LSG | weitere Bilder | LSG-00337.01 | 395827  | Q59643753 | 1982       |             | Position | 20,31     | Landkreis Ebersberg (100 %)  |                   |